# Yuge hyōkan
Espèce
Yuge hyōkan, Yuge hyoukan (Citrus x ampullacea hort. ex Tanaka) est un agrume tardif d'origine taïwanaise produit à petite échelle au Japon. Il est apparenté aux pomelos (C. maxima).

## Dénomination
弓削瓢柑, phonétique ゆげひょうかん (yu-ge hyōkan) devrait son nom à l'île Yuge 弓削島 (Yugejima) dans la mer intérieure de Seto, Préfecture de Ehime. Il est produit à Setoda dans une des îles de cette mer, l’île Ikuchijima et sur l'Île d'Awaji. 

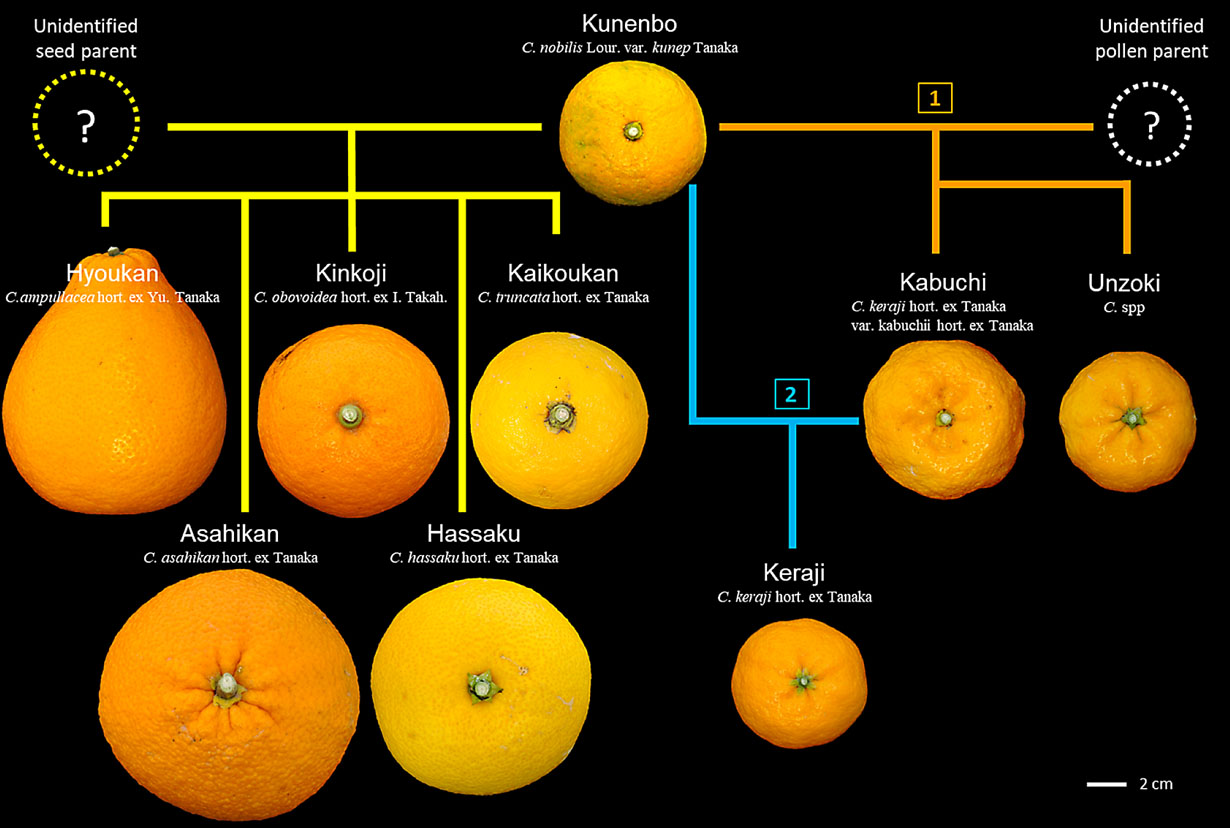
Yuge Hyoukan (à gauche) est un descendant de Kunenbo, comme kinkoji, kaikoukan, asahikan et hassaku.

C. ampullacea appartient avec Kawachi bankan (dont il serait le géniteur femelle) et Ujukitsu à un clade de 3 variétés qui partagent tous les allèles entre eux, il proviendrait («filiation pas évidente» écrivent Tokurou Shimizu et al. 2016) soit d'une graine d'Ujukitsu soit d'une graine de Naruto fécondée par un pollen indéterminé. Il aurait donc une parenté avec les pomelos (C. maxima). Rien ne justifie d'en faire un synonyme de C. aurantium.   

## Description
La plante aurait été introduite récemment (pendant l'ère Shōwa, en 1945) au Japon depuis Taïwan. Sa production au Japon est limitée et il n'est commercialisé que depuis 2010 (10 t par an en 2014). Juridiquement ni le nom ni la variété ne sont enregistrés au Japon, ils sont donc libres de droits.

### Le fruit
Le fruit est moyennement gros (350 g), maturité fin février à début mars au Japon mais on parle encore de récolte en mai, légèrement sucré (12 ° Brix). Il est disponible d'avril à aout ce qui en fait un agrume tardif de jours longs et se mange réfrigéré. Son gout est proche de celui de kawachi bankan et, selon un dégustateur local, le plus attrayant est son parfum rafraîchissant (en le pelant «vous vous sentez heureux avant même de le manger»). Il présente une légère amertume et une texture croquante mais juteuse; la douceur et l'acidité sont modérées. 

## Transformation
On en fait de la confiture en utilisant le fruit entier (peau riche en auraptène elle se confit au sucre), des bonbons rafraîchissants, du jus.